# Kościół Matki Bożej Częstochowskiej w Czarnej Wodzie
Kościół Matki Bożej Częstochowskiej w Czarnej Wodzie – rzymskokatolicki kościół parafialny należący do parafii pod tym samym wezwaniem dekanat czerski diecezji pelplińskiej).

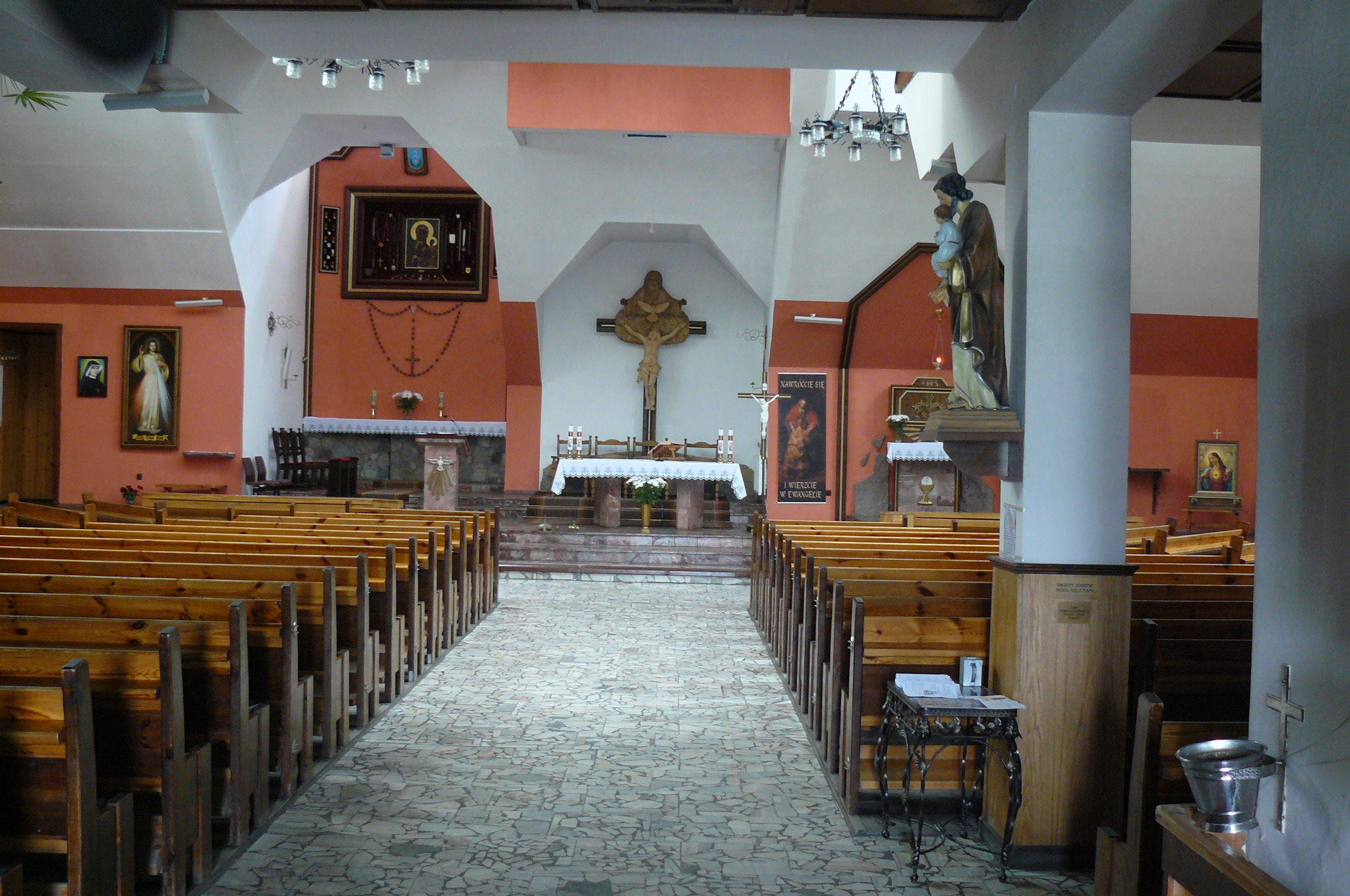
Wnętrze świątyni

Jest to świątynia wzniesiona w latach 1982 - 1986, przy dużym zaangażowaniu miejscowej ludności oraz przede wszystkim, dzięki byłym zakładom płyt pilśniowych w Czarnej Wodzie. Budowla razem z salkami katechetycznymi oraz plebanią stanowi jedną bryłę, odróżniającą się w praktyce jedynie wyglądem, kondygnacjami oraz wysokościami. Architektura świątyni jest nowoczesna. Wnętrze kościoła jest przestronne, znajdują się w nim: drugi poziom chóru i organów oraz kaplica św. Maksymiliana Kolbe.